# Гетало, Людмила Васильевна
Людмила Васильевна Гетало (1918 — 2007) — советский врач-эпидемиолог. Заслуженный врач РСФСР. Герой Социалистического Труда (1978).

## Биография
Родилась 29 сентября 1918 года в городе Новочеркасск,  Ростовской области в учительской семье.
С 1941 года после окончания санитарно-гигиенического факультета Ростовского медицинского института 
Л. В. Гетало была призвана в ряды Красной Армии и направлена в медицинские части действующей армии. В период Великой Отечественной войны Л. В. Гетало служила батальонным врачом на Южном фронте и старшим полковым врачом на 3-м Белорусском фронте.
С 1944 года — врач-ординатор в эвакуационном госпитале в Новочеркасске и врач-эпидемиолог районной санэпидемстанции в Краснодарском крае. С 1947 года назначена начальником противоэпидемического сектора Сахалинского областного здравотдела.
В 1951 году Л. В. Гетало переехала в город Липецк и назначена заведующей эпидотделом Липецкой городской санэпидемстанции и главным эпидемиологом Липецкого областного здравотдела. В 1971 году по заданию Министерства здравоохранения РСФСР Л. В. Гетало участвовала в ликвидации в  Астраханской области очага холеры.
20 июля 1971 года  Указом Президиума Верховного Совета СССР «за отличие в труде» Л. В. Гетало была награждена Орденом Трудового Красного Знамени.
23 октября 1978 года  Указом Президиума Верховного Совета СССР «за большие заслуги в развитии народного здравоохранения» Людмила Васильевна Гетало была удостоена звания Героя Социалистического Труда с вручением Ордена Ленина и золотой медали «Серп и Молот».
Помимо основной деятельности Л. В. Гетало избиралась депутатом Правобережного районного Совета народных депутатов города Липецка, членом президиума Липецкого областного комитета профсоюзов медицинских работников. 
С 1986 года — на пенсии. Жила в Липецке. Умерла в 2007 году.

## Награды
- Медаль «Серп и Молот» (23.10.1978)
- Орден Ленина (23.10.1978)
- Орден Отечественной войны II степени (11.03.1985)
- Орден Трудового Красного Знамени (20.07.1971)
- Медаль «За победу над Германией в Великой Отечественной войне 1941—1945 гг.»

### Звания
- Заслуженный врач РСФСР